# 宗麟大橋

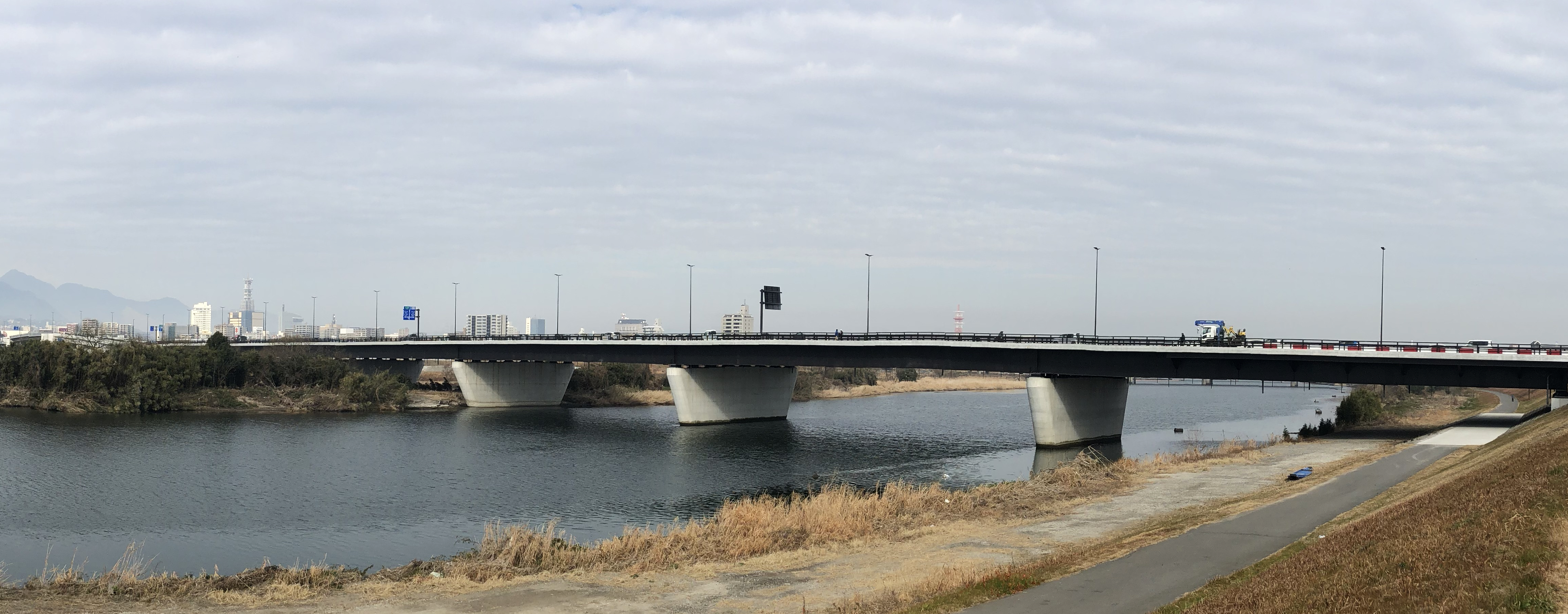
宗麟大橋（2018年1月）

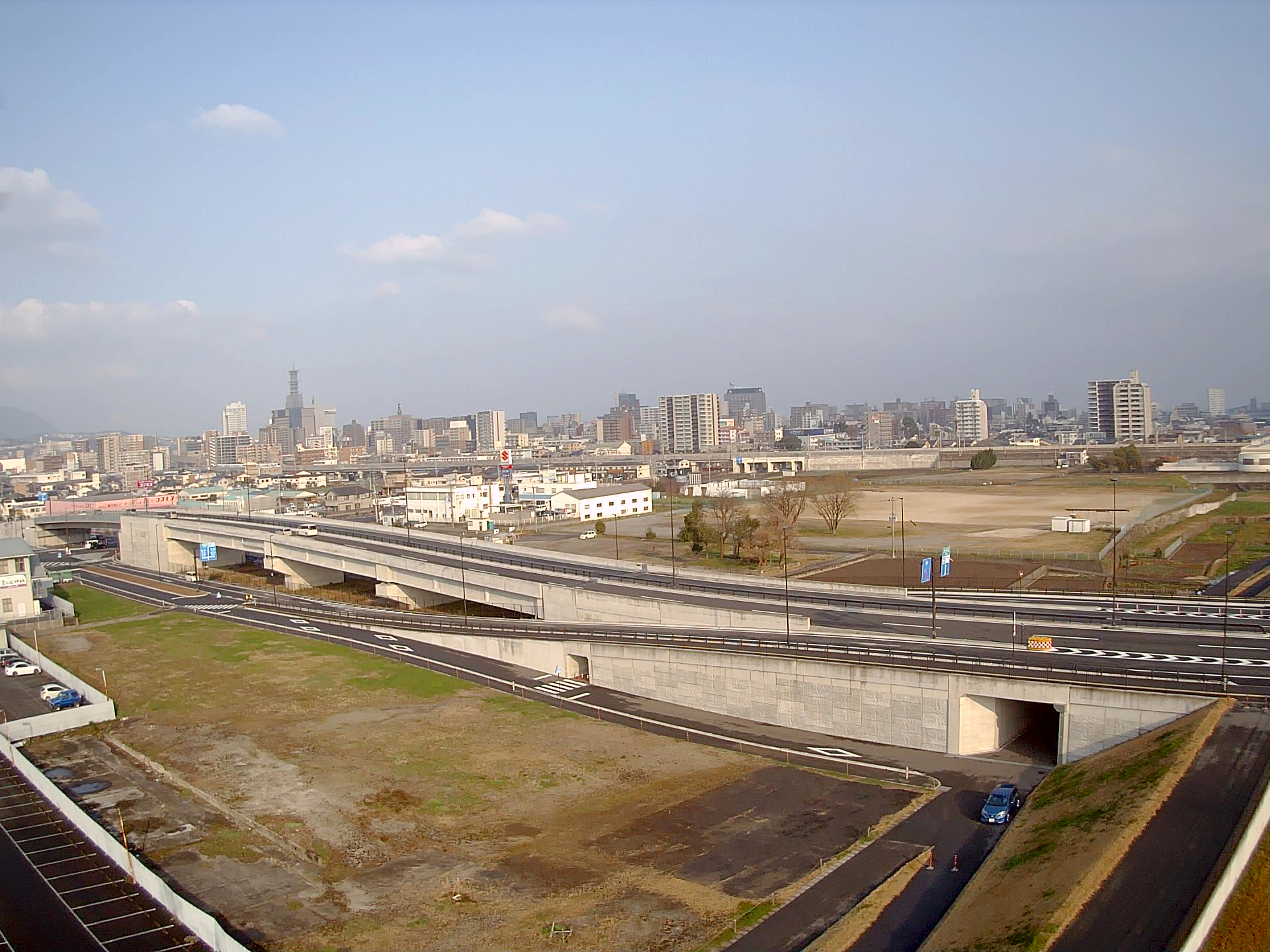
国道10号をまたぐ万寿橋

宗麟大橋（そうりんおおはし）は、大分県大分市の大分川に架かる道路橋である。大分中央幹線道路およびその一部である都市計画道路庄の原佐野線（しょうのはるさのせん）の一部を構成する。2018年（平成30年）1月14日に開通した。

## 沿革
大分中央幹線道路は、大分駅付近連続立体交差事業に伴って進められる大分駅周辺総合整備事業によって整備されている道路で、東九州自動車道大分ICからJR九州大分駅の南側（上野の森口側）を通って大分市街地を東西に横断し、主要地方道大分県道56号中判田下郡線（都市計画道路下郡中判田線）に至る路線である。
2009年（平成21年）3月13日には、このうち国道10号元町交差点から大分川を超えて都市計画道路萩原鬼崎線までの約1kmが整備区間に指定され、大分川に新たに橋が架けられることになった。大分川の国道442号明磧橋より下流には6本の橋があるが、このうち最も新しい弁天大橋でも1966年（昭和41年）に完成したものであり、大分川河口部に新たな橋が架けられるのは実に約半世紀ぶりである。
この橋は2013年（平成25年）10月21日に着工。2015年（平成27年）3月に下部工事が完了し、同年10月下旬から上部工事に入った。橋自体は2016年度中の完成を目指し、2017年（平成29年）3月に完成したが、工事途中で、橋の大分川左岸側たもとにある旧万寿寺跡の保護のために、この遺跡を横切る接続道路の工法を盛土から高架橋に変更した影響で、開通は2018年（平成30年）3月までに遅れる見込みとされた。しかし、工事が順調に進んだため、2017年（平成29年）9月には、2018年（平成30年）1月に開通する見込みであることが明らかにされ、11月6日には1月14日に開通することが発表された。そして、この橋は2018年（平成30年）1月14日に開通した。

## 名称
新橋の名称は、2016年（平成28年）6月27日から8月31日まで公募され、約1,700件の応募の中から名称審査会によって以下の5案が候補として選定された。
- 宗麟大橋（そうりんおおはし）
- 万寿大橋（まんじゅおおはし）
- 万寿みらい大橋（まんじゅみらいおおはし）
- 大分川大橋（おおいたがわおおはし）
- 大分大橋（おおいたおおはし）

このうち、宗麟大橋、万寿大橋、万寿みらい大橋は、橋のたもとに、大友義鎮（宗麟）をはじめとする大友氏の居館や旧万寿寺跡からなる大友氏遺跡があることに因むものである。これらの候補について9月23日から10月17日まで一般投票が行われた結果、771票の投票中、最多の530票（69％）を集めた宗麟大橋に名称が決定した。
なお、大分中央幹線道路は宗麟大橋の西側で国道10号を跨ぐが、この跨道橋は地元の要望によって旧万寿寺に因んで万寿橋と名付けられている。また、国道10号と宗麟大橋の間に位置する盛土から変更された高架橋は、当地から観音殿と墨書された花瓶が出土したことに因んで観音殿陸橋と名付けられている。